# Đế chế Carolus
Đế quốc Carolus hay đế chế Carolus (800-888), tức đế chế của người Carolingien (tiếng Pháp: l'Empire carolingien), là một đế chế lớn của người Frank ở miền tây và miền trung châu Âu trong thời kỳ đầu Trung cổ. Nó được cai trị bởi triều đại Carolus, người đã cai trị như các vị vua của Franks kể từ năm 751 và là các vị vua của Lombards ở Ý từ năm 774. Năm 800, vua người Frank Charlemagne lên ngôi hoàng đế ở Rome với sự có mặt của Giáo hoàng Leo III trong nỗ lực chuyển đế chế La Mã từ đông sang tây. Đế chế Carolus được coi là giai đoạn đầu tiên trong lịch sử của Đế chế La Mã thần thánh, tồn tại đến năm 1806.
Sau một cuộc nội chiến (840-843) sau cái chết của Hoàng đế Louis Mộ Đạo, đế chế được chia thành các vương quốc tự trị, với một vị vua vẫn được công nhận là hoàng đế, nhưng có rất ít quyền lực bên ngoài vương quốc của mình. Sự thống nhất của đế chế và quyền di truyền của người Caroling tiếp tục được thừa nhận. Năm 884, Charles Béo tái hợp tất cả các vương quốc Carolus lần cuối, nhưng ông đã chết vào năm 888 và đế chế ngay lập tức chia tách ra. Với người đàn ông hợp pháp duy nhất còn lại của triều đại là một đứa trẻ, giới quý tộc đã bầu các vị vua trong khu vực từ bên ngoài triều đại hoặc, trong trường hợp của vương quốc phía đông, một người kế tục bất hợp pháp. Dòng bất hợp pháp tiếp tục cai trị ở phía đông cho đến năm 911, trong khi ở vương quốc phía tây, triều đại Carolus hợp pháp được khôi phục vào năm 898 và cai trị cho đến năm 987 với sự gián đoạn từ 922 đến 936.
Quy mô của đế chế khi mới thành lập là khoảng 1.112.000 kilômét vuông (429.000 dặm vuông Anh), với dân số từ 10 đến 20 triệu người. Vùng trung tâm của nó là Francia, vùng đất nằm giữa sông Loire và sông Rhine, nơi thủ đô biểu tượng của nó, Aachen, tọa lạc. Ở phía nam, nó đã vượt qua Pyrenees và giáp với Tiểu vương quốc Córdoba và sau năm 824, Vương quốc Pamplona; về phía bắc, nó giáp với vương quốc của người Đan Mạch; về phía tây, nó có một biên giới đất liền ngắn với Brittany, sau đó được rút lại thành một nhánh; và về phía đông, nó có một biên giới dài với người Slav và người Avar, những người cuối cùng đã bị đánh bại và vùng đất của họ được sáp nhập vào đế chế. Ở miền nam nước Ý, những tuyên bố về quyền lực của Đế quốc Carolus đã bị tranh chấp bởi Byzantines (miền đông La Mã) và những dấu tích của vương quốc Lombard trong Công quốc Benevento.
Thuật ngữ "Đế chế Carolus" là một quy ước hiện đại và không được sử dụng bởi những người đương thời. Ngôn ngữ của các hoạt động chính thức trong đế chế là tiếng Latin. Đế chế được gọi theo các cách khác nhau là universum regnum ("toàn bộ vương quốc", trái ngược với các vương quốc trong khu vực), Romanorum sive Francorum imperium  ("đế chế của người La Mã và Franks"), Romanum imperium ("đế chế La Mã"), hoặc thậm chí là imperium christianum ("đế chế Kitô giáo ").

## Sách tham khảo
- Chandler, Tertius; Fox, Gerald (1974). 3000 Years of Urban Growth. New York and London: Academic Press.